# Barthe (fiume)
La  Barthe è un piccolo fiume tedesco del Meclemburgo-Pomerania Anteriore, lungo 34,75 km.
Nasce nel Borgwallsee presso Stralsund  (Pomerania Anteriore) e scorre quindi verso ovest fino a Altenhagen, da dove si dirige verso nord in direzione della città di Barth, ove sfocia nel Barther Bodden. L'ultimo tratto del suo corso è chiamato anche Barther Strom.
Il fiume è conosciuto anche come una pregevole riserva di pesca e palestra di canottaggio.